# Mercedes AMG F1 W10 EQ Power+
Mercedes AMG F1 W10 EQ Power+ —  гоночный автомобиль с открытыми колёсами в Формуле-1, был разработан и построен командой конструктором Mercedes AMG Petronas Motorsport для участия в чемпионате мира Формулы-1 сезона 2019 года. Болид был оснащен двигателем Mercedes 2019 года спецификации, M10 EQ Power+. Пилотировали в 2019 году болид британский пилот Льюис Хэмилтон, выступавший в команде седьмой год, и финский Валттери Боттас, выступавший за команду третий год. В качестве тест пилота участвовал пилот из франции Эстебан Окон. Болид дебютировал на Гран-при Австралии 2019 года.

## Разработка болида
Работа над абсолютно новой машиной для Формулы-1 началась задолго до окончания сезона 2018 год, когда команда все ещё боролась за свой четвёртый титул чемпиона в 2017 году. Разработка была инициирована небольшой группой инженеров, работающих над общей концепцией автомобиля. В течение сезона 2018 и во время захватывающей и сложной битвы чемпионата все больше и больше инженеров в Brixworth и Brackley начали работать над W10.

### Презентация F1 W10 EQ Power+
Перед предстоящим сезоном Формулы-1 2019 года компания Mercedes представила публике совершенно новый автомобиль – Mercedes-AMG F1 W10 EQ Power+.
«Новый сезон. Новый вид. Прежние цели». Под этим девизом прошла презентация Mercedes-AMG F1 W10 EQ Power+.
В 2019-м в Mercedes представили свою новую машину пятыми среди команд, но первыми, кто показал реальное шасси этого года – остальные показали лишь раскраску новых машин на прошлогодних шасси. В тот же день болид отправили на трассу – Валттери Боттас первым сел за руль Mercedes-AMG F1 W10 EQ Power+ в дождливом Сильверстоуне, потом его сменил Льюис Хэмилтон. По сравнению с предшественником Mercedes-AMG F1 W10 EQ Power+ претерпел ряд существенных изменений. В дополнение к работе над аэродинамическими решениями, что являлось основным направлением при разработке W10, команда упорно работала над дальнейшим совершенствованием сильных сторон автомобиля. У Mercedes-AMG W10 сохраняется та же колёсная база и общая архитектура, но прежняя концепция была несколько доработана – всё стало более компактным и подтянутым. Все эти перемены позволили значительно повысить эффективность аэродинамики.
«Сезон 2019 года станет новым вызовом для всех нас», – сказал руководитель команды Тото Вольфф. Регламент существенно изменился. Мы начнём с нуля и будем готовы к напряжённой борьбе. В связи с переменами в регламенте каждая команда имеет возможность добиться успеха и побороться за титул, все соперники для нас потенциально опасны. Цели и задачи чемпионской команды не меняются много лет – защитить чемпионские титулы в обоих зачётах. Мы сосредоточимся на себе, не обращая внимания на результаты соперников, чтобы хорошо подготовиться к первой реальной оценке расстановки сил, которая ждёт нас в субботу в Мельбурне»

## Технические особенности
По сравнению со своим предшественником Mercedes-AMG F1 W10 EQ Power + существенно изменился. Большинство из этих изменений были вызваны значительными изменениями в Техническом регламенте. Несмотря на то что минимальный вес автомобиля в 2019 году был увеличен на 10 кг, проблема снижения веса остаётся весьма серьёзной для всех болидов Формулы-1. Команда тщательно анализировала компоненты шасси прошлогодней модели, подвергали их детальному анализу и испытаниям, чтобы понять, можно ли сделать их более лёгкими. В итоге некоторые элементы стали легче на полкилограмма, остальные – лишь на несколько граммов, но в целом удалось добиться неплохих результатов, и всё, что было сэкономлено, пригодилось при разработке элементов аэродинамики, подвески и силовой установки, что позволило значительно повысить производительность и надёжность автомобиля».

### Дизайн
Как и все автомобили Формулы-1 2019 года, Mercedes AMG F1 W10 EQ Power+ — это монокок с открытыми колёсами из литьевого фиброкарбона и сотовых пористых композитных структур (углепластик). Кроме монокока, многие другие части болида, включая части кузова и рулевое колесо, также изготовлены из углепластика. Тормозные диски также изготовлены из композитного материала, армированного углеродными волокнами. F1 W10 EQ Power+ оснащен системой Halo, которая обеспечивает дополнительную защиту головы пилота. в соответствии с техническим регламентом.
W10 EQ Power+ в основном окрашен в серебристый цвет. Кроме того, в цвете титульного спонсора Petronas сбоку есть голубая полоса. Позади водителя серебристая краска переходит в чёрную.
На Гран-При Монако система Halo была окрашена в красный цвет, отдавая дань уважения умершему несколькими днями ранее Ники Лауде.
По случаю 125 годовщины первого автомобильного соревнования Париж – Руан 22 июля 1894 года, передняя часть автомобилей на Гран-при Германии была окрашена в белый цвет. Основываясь на истории серебряных стрел, за передними колесами создалось впечатление, что белая краска была сцарапана, а серебряная краска снова видна. Кроме того логотипы спонсоров в передней части болида, были либо заменены историческими логотипами спонсоров, либо наносились только в оттенках серого.

## Результаты выступлений
| Легенда к таблице |                                                                    |
| --- | ------------------------------------------------------------------ |
| В таблице перечислены результаты всех Гран-при Формулы-1, в которых использовался автомобиль. Строками таблицы являются сезоны, столбцами — этапы чемпионата мира. В каждой клетке указаны сокращённое название этапа и результат, дополнительно обозначенный цветом. Расшифровка обозначений и цветов представлена в нижеследующей таблице. |                                                                    |
| \| Пример \| Описание \| \| ------------ \| ------------------------------------------------------------------ \| \| 1 \| Победитель \| \| 2 \| Второе место \| \| 3 \| Третье место \| \| 5 \| Финишировал, заработав очки \| \| Сход \| Не финишировал, но при этом заработал очки \| \| 12 \| Финишировал, не получив очков \| \| НКЛ \| Финишировал, но не попал в финальную классификацию \| \| 15 \| Участвовал вне зачёта, либо по отдельной классификации \| \| 18 \| Не финишировал, но попал в финальную классификацию \| \| Сход \| Не финишировал \| \| НКВ \| Не прошёл квалификацию \| \| НПКВ \| Не прошёл предквалификацию \| \| ДСК \| Дисквалифицирован \| \| ИСК \| Исключён из протокола соревнований \| \| ТТ \| Заявлен для участия только в тренировках \| \| НС \| Участвовал в квалификации, но не стартовал в гонке \| \| Т \| Травмирован или болен \| \| ОТК \| Отказ от участия \| \| НТР \| Прибыл на соревнования, но на трассу не выезжал \| \| НПР \| Был заявлен в числе участников, но не прибыл к началу соревнований \| \| О \| Соревнования отменены \| \| \| Не участвовал \| \| Поул-позиция \| \| \| Быстрый круг \| \| |                                                                    |
| Пример | Описание                                                           |
| 1 | Победитель                                                         |
| 2 | Второе место                                                       |
| 3 | Третье место                                                       |
| 5 | Финишировал, заработав очки                                        |
| Сход | Не финишировал, но при этом заработал очки                         |
| 12 | Финишировал, не получив очков                                      |
| НКЛ | Финишировал, но не попал в финальную классификацию                 |
| 15 | Участвовал вне зачёта, либо по отдельной классификации             |
| 18 | Не финишировал, но попал в финальную классификацию                 |
| Сход | Не финишировал                                                     |
| НКВ | Не прошёл квалификацию                                             |
| НПКВ | Не прошёл предквалификацию                                         |
| ДСК | Дисквалифицирован                                                  |
| ИСК | Исключён из протокола соревнований                                 |
| ТТ | Заявлен для участия только в тренировках                           |
| НС | Участвовал в квалификации, но не стартовал в гонке                 |
| Т | Травмирован или болен                                              |
| ОТК | Отказ от участия                                                   |
| НТР | Прибыл на соревнования, но на трассу не выезжал                    |
| НПР | Был заявлен в числе участников, но не прибыл к началу соревнований |
| О | Соревнования отменены                                              |
| | Не участвовал                                                      |
| Поул-позиция |                                                                    |
| Быстрый круг |                                                                    |

| Сезон | Шасси                         | Двигатель                      | Ш | Гонщики         | 1   | 2   | 3   | 4   | 5   | 6   | 7   | 8   | 9   | 10  | 11   | 12  | 13  | 14  | 15  | 16  | 17  | 18  | 19  | 20   | 21  | Место | Очки |
| ----- | ----------------------------- | ------------------------------ | - | --------------- | --- | --- | --- | --- | --- | --- | --- | --- | --- | --- | ---- | --- | --- | --- | --- | --- | --- | --- | --- | ---- | --- | ----- | ---- |
| 2019  | Mercedes AMG F1 W10 EQ Power+ | Mercedes M10 EQ Power+ 1,6 V6T | P |                 | АВС | БАХ | КИТ | АЗЕ | ИСП | МОН | КАН | ФРА | АВТ | ВЕЛ | ГЕР  | ВЕН | БЕЛ | ИТА | СИН | РОС | ЯПО | МЕК | США | БРА  | АБУ | 1     | 739  |
| 2019  | Mercedes AMG F1 W10 EQ Power+ | Mercedes M10 EQ Power+ 1,6 V6T | P | Льюис Хэмилтон  | 2   | 1   | 1   | 2   | 1   | 1   | 1   | 1   | 5   | 1   | 9    | 1   | 2   | 3   | 4   | 1   | 3   | 1   | 2   | 7    | 1   | 1     | 739  |
| 2019  | Mercedes AMG F1 W10 EQ Power+ | Mercedes M10 EQ Power+ 1,6 V6T | P | Валттери Боттас | 1   | 2   | 2   | 1   | 2   | 3   | 4   | 2   | 3   | 2   | Сход | 8   | 3   | 2   | 5   | 2   | 1   | 3   | 1   | Сход | 4   | 1     | 739  |

## Спонсор
- Petronas